# Dražovský potok
Dražovský potok je potok ve Slavkovském lese v okrese Karlovy Vary v Karlovarském kraji, levostranný přítok Lomnického potoka. Celý tok se nachází v Chráněné krajinné oblasti Slavkovský les.
Délka toku měří 9,3 km, z toho je 8,1 km na seznamu významných vodních toků. Plocha povodí činí 23,5 km².

## Průběh toku
Potok pramení v nadmořské výšce 695 metrů ve Slavkovském lese výtokem z malého rybníčku při východním okraji Chráněné krajinné oblasti Slavkovský les, asi 1,2 km jižně od zámku Javorná.
Tok Dražovského potoka teče v CHKO Slavkovský les převážně severozápadním směrem. Neobydlenou krajinou teče k okraji přírodní památky Kounické louky, kterou protéká. Po opuštění chráněného území teče okolo vesnice Nové Kounice a později západně od Nových Kounic podtéká silnici II/208 v úseku z Hlinek do Javorné. Severozápadním směrem pokračuje k vesnici Dražov a protéká osadou Dolní Dražov. Odtud již přitéká k vodní nádrži Stanovice, kde se zleva vlévá do Lomnického potoka.
Po vzedmutí vodní hladiny v přehradní nádrži je jeho původní soutok již pod hladinou přehrady.

## Mlýny
Na Dražovském potoce stála v okolí Dražova řada vodních mlýnů. Nejvýše položeným mlýnem byl Milorův mlýn (Milor Mühle),. Nedaleko po proudu stál Nesenský mlýn (Nesen Mühle) a posledním byl Albertův mlýn (Albert Mühle). Všechny objekty mlýnů s výjimkou budovy Nesenského mlýna však zanikly.